# بک اریفایس (اسب تروآ)
بک اریفایس (به انگلیسی: Back Orifice) توسط گروهی که خود را The Cult Of The Dead Cow می‌نامند، برنامه ریزی شد و در سال ۱۹۹۸ برای استفاده همگان در اینترنت منتشر شد.

درطراحی بک اریفایس که اصطلاحاً BO نیز نامیده می‌شود، آشکار ساختن خلاء و حفره‌های امنیتی سیستم‌عامل‌هایی نظیر مایکروسافت ویندوز را به خوبی انجام می‌دهد. خطرناک‌ترین نسخه این نرم‌افزار، هک، تا این لحظه زمانی، بک اریفایس ۲۰۰۰ یا مختصراً BO2K است، که بر روی ویندوزهای ۲۰۰۰,ME,NT,۹۸,۹۵ کار می‌کند. همچون بسیاری از نرم‌افزارهای نفوذ، بک اریفایس یک فایل اجرایی سرور هک دارد، که باید بر روی رایانه قربانی نصب شود.

در نسخه BO2K این نرم‌افزار، این فایل در حالت پیش فرض UMGR32.EXE نام دارد و حدود KB122 حجم دارد. فایل اجرایی 1Client درنسخه BO2K که قرار است شما آن را روی رایانه خود اجرا کنید و از طریق آن رایانه قربانی را مورد هدف قراردهید، BO2KGUI.EXE نام داشته و حدود KB175 حجم دارد.

بک اریفایس همچون نت باس، اغلب به بیشتر بازی‌های رایگان، فایل‌های موزیک از نوع:MP3، عکس‌های زیبا رایگان بر روی اینترنت پیوند زده شده و پس از اجرا کردن فایل اصلی به‌طور کاملاً مخفی و پنهانی، بدون اینکه از خود اثری بر جای بگذارد بر روی رایانه قربانی نصب می‌شود.

همچنین از آنجایی که بک اریفایس استفاده کردن از هر پورتی را بر روی رایانه دارد، (حتی پورت‌های HTTP و FTP) بنابراین به راحتی می‌تواند اغلب دیوارهای آتش را فریب داده و از آن‌ها بگذرد.

## قابلیت
- ارسال و دریافت ضربه کلیدها(Keystroke)برای مثال شما می‌توانید از طریق خواندن کلیدهای رایانه قربانی، کلمات عبوری وی را برای وارد شدن به اشتراک (اکانت) پست الکترونیک را کشف و پیدا کنید.
- قابلیت انتقال و مرور سیستم فایل HTTP.
- در دست گرفتن مدیریت ویژگی اشتراک فایل و چابگر در صورت فعال کردن این ویژگی حتی با پاک کردن BO2K از روی رایانه هم قادر خواهد بود که به تمامی محتویات درایوهای رایانه دسترسی داشته باشد.
- امکان ویرایش مستقیم رجیستری ویندوز از راه دور.
- قابلیت مدیریت، تبادل و مرور کردن رایانه فایل از راه دور.
- قابلیت توسعه عملکردها و قابلیت‌های سرور هک، با اضافه کردن پلاگین از راه دور.
- قابلیت ارتقا، نصب و یا از نصب خارج کردن BO2K از راه دور.
- دسترسی به برنامه‌های همراه کنسول مثل TelNet.
- امکان نمایش اعلانات و پیام‌ها به شکل گرافیکی.
- امکان راه‌اندازی مجدد رایانه از راه دور.
- قابلیت نمایان ساختن DNS